# Пимонівка (зупинний пункт)
Пимонівка — зупинний пункт Ізюмського напрямку. Розташований між зупинним пунктом 368 км та станцією Ізюм. Пункт розташований поблизу села Пимонівка Ізюмського району. На пункті зупиняються лише приміські потяги. Пункт відноситься до Харківської дирекції Південної залізниці.
Відстань до станції Основа — 123 км.